# 170 (število)
170 (stó sédemdeset) je naravno število, za katero velja 170 = 169 + 1 = 171 - 1.
Sestavljeno število
Klinasto število
Ne obstaja noben takšen cel x, da bi veljala enačba φ(x) = 170.
Ne obstaja noben takšen cel x, da bi veljala enačba x - φ(x) = 170.
170 lahko zapišemo kot vsoto kvadratov dveh števil na dva načina: {\displaystyle 170=13^{2}+1^{2}=11^{2}+7^{2}}